# Безкоровайный, Василий Васильевич
Васи́лий Васи́льевич Безкорова́йный (12 января 1880, Тернополь — 5 марта 1966, Буффало, США) — украинский композитор, дирижёр, пианист, музыкальный деятель.

## Биография
Василий Безкоровайный родился 12 января 1880 года в Тернополе в семье бедного мещанина. Учился в Тернопольской украинской гимназии и учительской семинарии, пел в церковном хоре.
Объединил вокруг себя друзей в гимназический смычковый оркестр.
Впоследствии Василий Безкоровайный учился в Львове — в политехническом университете и консерватории одновременно. Его учителями были профессора С. Невядомский и М. Солтис.
Напряжённый труд подорвал здоровье Василия, и он был вынужден взять перерыв на несколько месяцев для лечения на Адриатическом море, а затем в Гуцульщине. Вернувшись, он продолжил учёбу на филологическом факультете Львовского университета. Затем в течение двух лет работал в академической гимназии и одновременно в Высшем музыкальном институте во Львове. Переведённый в Новы-Тарг на Лемковщину, пробыл там три года. Впоследствии он преподавал в Станиславе, где организовал хор «Боян» и дирижировал им, основал музыкальную школу.
В 1913 году В. Безкоровайный вернулся в Тернополь, где стал учителем украинской гимназии и дирижёром местного хора «Боян». В 1919 году, когда польская армия заняла город, был арестован и заключён в тюрьму в Сталькове под Калишем. По возвращении в Тернополь организовал филиал Львовского высшего музыкального института, а в «Бояне» — оркестр. Когда национальные отношения в Польше обострились, В. Безкоровайного перевели в Золочев, а там уволили. Не имея других обязанностей, он занялся организационной работой: основал филиал Музыкального института, смычковый и духовой оркестр, драматический кружок. В 1935 году вернулся в Тернополь. Здесь родились «Думи мої» — партия тенора в сопровождении оркестра, три сонаты, два ноктюрна, оркестровка оперетты «Наталка Полтавка», музыка к пьесе «Мина Мазайло» Н. Кулиша. Уже тогда он напечатал 56 работ, и ещё около 30 было в рукописях.

### Жизнь в эмиграции
В 1944 году выехал с Львовским оперным театром (где работала его жена) в Австрию. На чужбине обратился к религиозным мотивам, писал произведения для скрипки с фортепиано. С 1949 года жил в Буффало (США). Руководил украинским хором, преподавал фортепиано, аккомпанировал на концертах, писал сочинения. Его «Украинская рождественская увертюра», впервые исполненная симфоническим оркестром на концерте в ноябре 1956 года, была высоко оценена публикой и прессой.
Скончался 5 марта 1966 года.

## Творческое наследие
Василий Безкоровайный оставил богатое музыкальное наследие:
- для симфонического оркестра — «Украинская рождественская увертюра» (1956), «Думка-шумка», «Для утешения»;
- фортепианные пьесы — «Воспоминания с гор» (1911), «Хризантемы» (1911—1913), «В лесу зелёном», «Песня без слов» (обе — 1912), «Колыбельная песня» (1919)
- для скрипки — «Украинская рапсодия»;
- для цитры — «связка народных песен», «Для утешения» (1911)
- танки — «Гуцулка», «Казачок», «Незабудька», «Пластунка»;
- для виолончели с фортепиано — «Ой, Мороз, Морозенко», «Над рекой бережком», «Ой сойди, сойди»;
- хоровые — «Полуботок», «Думы мои», «Вишневый садик …» (все — на слова Тараса Шевченко), «Эй, кто в мире лучшую судьбу имеет» (слова Ивана Франко)
- детская сказка-оперетта «Красная Шапочка» (1960, либретто Л. Полтавы)
- водевиль «Жабуриння» (соавторство с Владимиром Балтаровичем)
- псалмы, песни на слова украинских поэтов и собственные;
- колядки, танцы;
- обработки народных песен;
- музыка к спектаклям — «Тополь» Г. Лужницкого по Тарасу Шевченко (1938), «Мина Мазайло» Николая Кулиша (1942).

Композиторское творчество В. Безкоровайного близко к фольклорному направлению. Он опирался на более поздние пласты песенной и танцевальной городской музыки, тесно связанные с традициями и жанрами бытового музицирования, в частности близкими к его салонным образцам. Автор более 350 разножанровых произведений (многие изданы за свой счёт во Львове в 1920-30-е годы), которые исполнялись в Австралии, Канаде, США, до начала 1940-х и с 1997 года на Украине, в том числе на «КиевМузикФесте» (2001, Киев), Международном фестивале «Синяя птица» (2004, Симферополь).